# Pustelnia pienińska

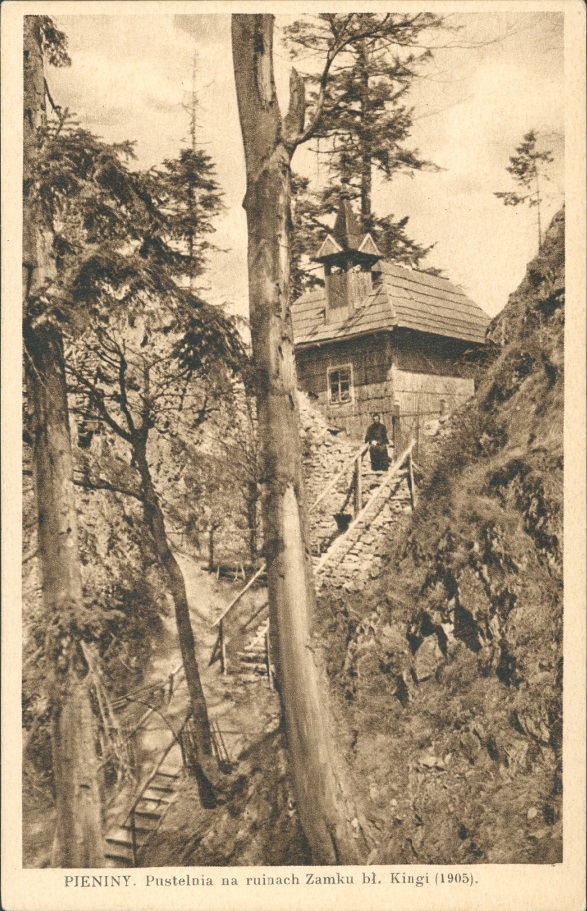
Pustelnia Pieniny (najprawdopodobniej 1905 rok)

Pustelnia pienińska – dawna pustelnia w ruinach Zamku Pienińskiego w Pieninach. Wybudowana została w 1904 na nadbramiu dawnego zamku przez zawiązany w 1895 społeczny Komitet Budowy Kaplicy św. Kunegundy, który wykonał Grotę świętej Kingi oraz niewielką drewnianą chatkę. Komitet budowy zainicjował również kontynuowaną do dziś tradycję odprawiania corocznie w dniu 24 lipca (rocznica śmierci św. Kingi) mszy świętej w ruinach zamku.
Pustelnia i Grota św. Kingi znajdowały się w owym czasie (po wybudowaniu) pod opieką gminy Krościenko oraz parafii Krościenko. W 1904 r. do budującej się jeszcze groty przybył pochodzący z miejscowości Bobrek koło Oświęcimia pustelnik Władysław Stachura, który miał m.in. sprawować opiekę nad tym miejscem. Początkowo zamieszkał w grocie, później w drewnianej chatce, którą przerobił na pustelnię. Nosił habit franciszkanów, spał w trumnie. Spędzał czas na modlitwie, czytaniu religijnych książek, zbieraniu ziół. Pomagał także turystom odwiedzającym to miejsce; częstował ich wodą ze źródła św. Kingi, a w zimne dni również herbatą, udzielał informacji. Codziennie także chodził do kościoła w Krościenku, gdzie uczestniczył i pomagał w mszy świętej, a także leczył chorych ziołami.
W 1914 r. został przyjęty do klasztoru w Krakowie jako tercjarz wieczysty – pustelnik. Nadal przebywał w Pustelni Pienińskiej. Po wybuchu I wojny światowej został pod fałszywym zarzutem szpiegostwa aresztowany przez austriackich żandarmów. Było to 15 sierpnia 1914 r. Najprawdopodobniej jednak przyczyną aresztowania mogło być także uchylanie się od służby wojskowej. Skutego łańcuchem i przywiązanego do wozu doprowadzono go do Nowego Targu. Od zarzutu szpiegostwa został uwolniony i skierowany na front. Po zakończeniu wojny wrócił do klasztoru.
W 1915 r. w wielkim pożarze spalił się las sosnowy porastający Górę Zamkową. Szczęśliwym trafem pustelnia nie spaliła się. Jednak pozostawiona bez opieki została bardzo zniszczona przez wędrowców i pasterzy. W 1924 zamieszkał ją i odremontował inny pustelnik – Wincenty Władysław Kasprowicz. W czasie I wojny światowej jako przymusowo wcielony do armii pruskiej żołnierz brał udział w straszliwej bitwie pod Verdun, później w Powstaniu Wielkopolskim. Dwukrotnie był odznaczony wysokimi orderami. Dramatyczne przeżycia wojenne skłoniły go do życia klasztornego. Wstąpił do klasztoru w Krakowie, czuł jednak powołanie do życia pustelniczego. Samowolnie opuścił klasztor i zamieszkał w Pustelni Pienińskiej aż do 1949 r. W czasie II wojny światowej odwiedzający go żołnierze niemieccy nie czynili mu przeszkód. Również nowa komunistyczna władza po 1945 nie zabraniała mu przebywania w pustelni, natomiast był przeszkodą dla władz Pienińskiego Parku Narodowego. Gdy od uderzenia pioruna w 1949 pustelnia spłonęła, władze parku nie zgodziły się na jej odbudowę.